# Mangifera rubropetala
Mangifera rubropetala là một loài thực vật thuộc họ Anacardiaceae. Loài này đã tuyệt chủng ngoài tự nhiên, được tìm thấy ở Indonesia và Malaysia.